# Uzbekfilm
Uzbekfilm (tiếng Uzbek: O'zbekfilm) là một hãng phim có trụ sở chính tại Tashkent.